# トニー・ウッドコック
トニー・ウッドコック（Tony Dale Woodcock 1981年1月27日 - ）は、ニュージーランド出身の元ラグビー選手。ポジションはプロップ(PR)。

## 人物
1981年1月27日、ヘレンズビルで生まれる。

身長184cm、体重118kg。

## キャリア
カイパラ・カレッジ卒業、在学時の1997年にラグビー16歳以下ニュージーランド代表に選出、1999年に19歳以下代表に選出される。2000年、2年連続で19歳以下に、さらに21歳以下の代表に選出(～2002年まで3年連続で選出される)、同年、ニュージーランド州代表選手権(現ITM CUP)のノースハーバー州代表に入り、ワイカト戦でデビュー。
2002年、スーパー12(現スーパーラグビー)のブルースに入り、ハリケーンズ戦でデビュー。同年、オールブラックスに初選出、11月23日のウェールズ戦で代表デビュー(21歳300日)。
ノースハーバー州代表では2001年から2003年まで全試合出場(2002、2003シーズンは全試合80分フル出場)、2004年は代表招集のため2試合のみ欠場する。2006年にはカンタベリーとのランファリーシールドマッチのため代表から特別許可をもらい、州代表の試合に出場、21-17でノースハーバー勝利に貢献、初のシールドホルダーとなる。
2005年、オールブラックスは年間12テストマッチを行い、ウッドコックは11試合に出場。
ドミニオン・ポスト紙(The Dominion Post)は、"the world's premier loosehead"(世界有数のルーズヘッド)と、さらにニュージーランド・ヘラルド紙(The New Zealand Herald)は、"best range of skills of any prop on the planet"(地球一のプロップ技術)と賞賛している。
2015年、現役を引退した。